# Liste der Parlamentsabgeordneten von Gibraltar (14. Wahlperiode)
Diese Liste gibt einen Überblick über die Mitglieder des Parlaments von Gibraltar in der 14. Wahlperiode von 2019 bis 2023.
Die 17 Mitglieder des Parlaments von Gibraltar, nach der letzten Wahl sind (alphabetisch geordnet):
| Mitglied des Parlaments | Mitglied des Parlaments            | Partei | Bemerkungen                                                                                          |
| ----------------------- | ---------------------------------- | ------ | --- |
|                         | Azopardi, Keith                    | GSD    | Parteiführer der GSD seit 30. November 2017                                                          |
|                         | Balban, Paul John                  | GSLP   | |
|                         | Bossano, Joseph John               | GSLP   | Ehemaliger Chief Minister von Gibraltar (1988–1996) und ehemaliger Parteiführer der GSLP (1978–2011) |
|                         | Bossino, Damon James               | GSD    | |
|                         | Clinton, Roy Mark                  | GSD    | |
|                         | Cortes, John Emmanuel              | GSLP   | |
|                         | Daryanani, Vijay                   | LPG    | |
|                         | Feetham, Daniel Anthony            | GSD    | Ehemaliger Parteiführer der GSD (2013–17)                                                            |
|                         | Garcia, Joseph John                | LPG    | Parteiführer der LPG (seit 1992) und derzeitiger Deputy Chief Minister von Gibraltar (seit 2011)     |
|                         | Hassan Nahon, Marlene Dinah Esther | TG     | Tochter des ehemaligen Chief Minister von Gibraltar (1964–1969; 1972–1987), Sir Joshua Hassan        |
|                         | Isola, Albert                      | GSLP   | |
|                         | Licudi, Gilbert Horace             | GSLP   | |
|                         | Linares, Steven Ernest             | LPG    | |
|                         | Phillips, Elliott John             | GSD    | |
|                         | Picardo, Fabian Raymond            | GSLP   | Parteiführer der GSLP und derzeitiger Chief Minister von Gibraltar (seit 2011)                       |
|                         | Reyes, Edwin Joseph                | GSD    | |
|                         | Sacramento, Samantha Jane          | GSLP   | |